# Vincenzo Luigi Saitta
Luigi Saitta dal 15 gennaio 1920, con decreto del ministero per la Giustizia e gli affari del culto, Vincenzo Luigi (Bronte, 10 febbraio 1876 – Catania, 1º novembre 1957) è stato un avvocato e politico italiano.

## Biografia
Figlio di un maestro elementare compie gli studi inferiori e superiori nel Real Collegio Capizzi. Nel 1898 inizia la sua vita politica a Catania, nel corso degli studi universitari, con un discorso per la commemorazione di Felice Cavallotti, da poco scomparso. Schierato con Vincenzo Giuffrida, futuro deputato di Catania e amico di Francesco Saverio Nitti, collabora inoltre con gli avvocati socialisti del luogo nella difesa dei lavoratori e dei loro diritti fino al 1902. Conseguita la laurea torna a Bronte, dove apre uno studio legale e viene eletto consigliere comunale.  Il 10.7. 1907 è iniziato in Massoneria nella loggia "Benedetto Guzzardi" di Adernò, del Grande Oriente d'Italia. Deciso avversario degli antichi privilegi feudali alterna all'attività istituzionale quella propagandistica. Nel biennio 1910-1912 cavalca una forte ondata di proteste e scioperi dei lavoratori della terra con decine di comizi, ondata che culmina nel 1911 in uno sciopero generale a Bronte contro l'aumento delle tariffe daziarie voluto dal sindaco Vincenzo Pace De Luca, amministratore ben poco avveduto e legato agli interessi dell'antico Ducato borbonico locale.
Nel 1912 si schiera contro la spedizione italiana a Tripoli e per il tono disfattista dei suoi comizi viene processato a Milano assieme a Filippo Corridoni e ai giornalisti Paolo Valera e Livio Ciardi. L'accusa è quella di istigazione alla disubbidienza alle leggi ed alla diserzione in quanto, sostengono gli imputati, si tratta di una guerra di conquista e si è deciso di parteciparvi scavalcando il Parlamento. Saitta respinge l'accusa sostenendo che o soldati italiani non avrebbero dovuto imbracciare le armi senza una chiara decisione dei due rami del Parlamento ma non attende la sentenza. Allo scopo di evitare il carcere ripara in Svizzera, dalla quale rientra alla fine del 1913 essendo nel frattempo intervenuta una piena assoluzione. Viene quindi eletto Deputato provinciale per il mandamento di Catania.
Nel 1921 viene eletto per la prima volta deputato in un blocco di liste democratiche denominato "Stella", di cui fanno parte nella circoscrizione Catania-Messina-Siracusa assieme a politici di altrettanto lungo corso quali Emanuele Finocchiaro Aprile, Giuseppe Peatore e Paolo Carnazza. Alla Camera si impegna particolarmente sul fronte della crisi agrumaria ma viene anche chiamato a far parte della commissione ispettiva che deve indagare sul dissesto della Banca italiana di sconto. Riesce inoltre a far stanziare due milioni e ottocentomila lire per la costruzione dell'acquedotto consorziale da Maniace a Bronte, al servizio di dieci comuni. L'avvento di Mussolini al governo lo trova non pregiudizialmente ostile al fascismo. Saitta confida nell'antica fede socialista del capo del governo e nei reiterati tentativi di riconciliazione col PSI ma la speranza sfuma alle successive elezioni del 1924.
Il meccanismo della legge Acerbo, che attraverso le violenze e le sopraffazioni degli squadristi garantiscono la maggioranza alla pattuglia fascista, lo portano ad una decisa opposizione alla dittatura. Non prende parte alla secessione dell'Aventino, ritenendo che la battaglia politica vada condotta nella sede del Parlamento, ma viene ugualmente dichiarato decaduto nella seduta del 9 novembre 1926.
Sorvegliato dalla polizia fascista Saitta si ritira a vita privata, vivendo della sua professione, fino al 1943. Dopo lo sbarco in Sicilia delle truppe alleate l'Amministrazione militare alleata dei territori occupati (AMGOT) decide la immediata rimozione dei podestà fascisti e lo nomina commissario straordinario di Bronte. L'anno successivo è chiamato a far parte della Consulta regionale siciliana e nel 1945, caduto definitivamente il fascismo con la fine della Repubblica Sociale Italiana, entra di diritto alla Consulta nazionale nella qualità di “ex deputato della XXVII legislatura, dichiarato decaduto dal fascismo e che esercitò l'opposizione nell'aula”. Candidato alle successive elezioni del 1946 e del 1948 non viene rieletto e continua ad occuparsi di politica locale, come consigliere comunale, fino alla scomparsa nel 1952.